# 比兰德拉·拉克拉
比兰德拉·拉克拉（Birendra Lakra，1990年2月3日—），印度男子曲棍球运动员，2014年亚洲运动会男子曲棍球金牌得主、2018年亚洲运动会男子曲棍球铜牌得主、2020年夏季奥林匹克运动会男子曲棍球铜牌得主。